# Famille Poictevin de La Rochette
 (mars 2023).
Si vous disposez d'ouvrages ou d'articles de référence ou si vous connaissez des sites web de qualité traitant du thème abordé ici, merci de compléter l'article en donnant les références utiles à sa vérifiabilité et en les liant à la section « Notes et références ».
La famille Poictevin de La Rochette est une famille éteinte[réf. nécessaire] de la noblesse française.
Cette famille compte parmi ses membres une contre-révolutionnaire, une amazone et pupille du général royaliste de Charette qu'elle accompagna dans son armée, un publiciste, trois députés légitimistes, un peintre et sculpteur.

## Histoire
La famille Poictevin est originaire du Poitou.[réf. nécessaire]

## Personnalités
- Suzanne Poictevin du Plessis-Landry de La Rochette (1725-1793), contre-révolutionnaire, mère de Charles-François de La Rochefoucauld-Bayers et de Jean de La Rochefoucauld-Bayers.
- Charles Poictevin de la Rochette (1778-), maire de Luçon (1807-1815), conseiller général de la Vendée.
- Suzanne Poictevin de La Rochette (1780-1858), amazone et pupille du général royaliste de Charette, épouse de Louis-Marie de Chantreau.
- Louis Henry Florimond Poictevin de La Rochette (1802-1827), maire d'Orvault.
- Émerand Poictevin de La Rochette (1803-1880), publiciste, directeur du journal légitimiste nantais L'Étoile du peuple puis co-directeur du journal légitimiste L'Espérance du peuple.
- Ernest Poictevin de La Rochette (1804-1876), député légitimiste de la Loire-Inférieure (1848-1876), président du Conseil général de la Loire-Inférieure (1848-1849), sénateur inamovible (1875-1876).
- Antoine Poictevin de la Rochette (1837-1879), officier, maire, député légitimiste de la Loire-Inférieure (1876-1879), décoré de la Légion d'honneur.
- Ernest-Léon-Zacharie Poictevin de La Rochette (1847-1902), député légitimiste de la Loire-Inférieure (1879-1889).
- Emerand Louis Poictevin de La Rochette (1851-1908), peintre et sculpteur.

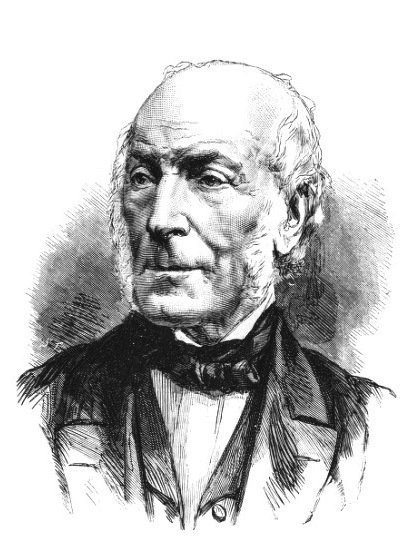
Ernest Poictevin de La Rochette
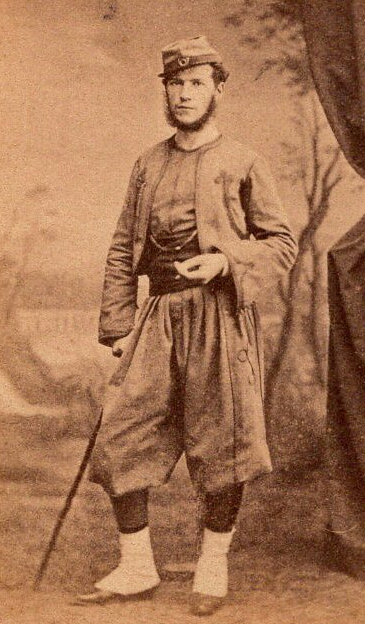
Athanase de La Rochette, en uniforme de zouave pontifical
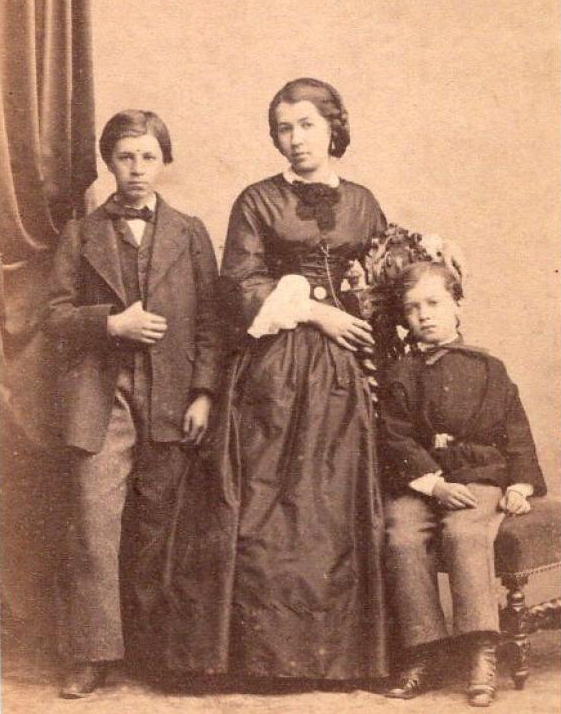
Esther, Ernest et Emerand de La Rochette.

### Alliances
Les principales alliances de la famille Poictevin de La Rochette sont : Robert de Lézardière, Buor, Robineau de La Chauvinière, Aymon, de La Rochefoucauld-Bayers, de Regnon, Morisson, de Rorthays, Boisson de La Couraizière, de Chantreau, de Cadoret, Le Beschu de Champsavin, de Chasteigner, de Couëssin de Kergal, Levesque, Boutillier de Saint-André, Isle de Beauchaine, etc.

## Châteaux & hôtels
- Manoir de Chaligny (Sainte-Pexine)
- Château de la Gourderie (Landeronde)
- Château de la Barre (Saint-Florent-des-Bois)
- Château de Monchoix (Assérac)
- Château du Quenet (Assérac)